# Max Budig
Max Budig, též Maximilian Budig (4. července 1892 Svitavy – 4. srpna 1967) byl československý podnikatel a politik německé národnosti, meziválečný poslanec Národního shromáždění za Sudetoněmeckou stranu.

## Biografie
Studoval na státní inženýrské škole v Liberci, na vyšší státní živnostenské škole v Brně a na obchodní akademii ve Vídni. Pocházel ze Svitav, kde působil jako textilní továrník. K roku 1936 se bytem uvádí ve Svitavách.
V parlamentních volbách v roce 1935 se stal za Sudetoněmeckou stranu poslancem Národního shromáždění. Poslanecké křeslo si podržel do roku 1937, kdy na mandát rezignoval. Místo něj se poslancem stal Stanislav Kraliček.
Jeho otcem byl Max Budig starší, na přelomu 19. a 20. století poslanec rakouské Říšské rady.